# Phocascaris cystophorae
Phocascaris cystophorae is een rondwormensoort uit de familie van de Anisakidae. De wetenschappelijke naam van de soort is voor het eerst geldig gepubliceerd in 1963 door Berland.